# الإعاقة في إريتريا
الإعاقة في إريتريا، تشير الإعاقة في دولة إريتريا في شرق إفريقيا إلى الأشخاص الذين يعانون من إعاقات متفاوتة في المجتمع، وفقاً لمسح السكان والصحة في إريتريا لعام 2010، كان هناك حوالي 149,103 أشخاص من ذوي الإعاقة في إريتريا.

## الإعاقات الأكثر شيوعاً في إريتريا
- الإعاقات العقلية والحركية، التخلف العقلي والأمراض العقلية.[4]
- صعوبات السمع.
- الإعاقات البصرية، صعوبات الرؤية.
- صعوبة الكلام ونقل الرسائل.

## القانون في الدولة
يحظر دستور إريتريا بشكل مباشر قضايا الإعاقة في البلاد، والتي تشمل حظر التمييز ضد الأشخاص ذوي الإعاقة. وبموجب الدستور، تلتزم الحكومة بضمان الرعاية الاجتماعية وتوفير الخدمات الثقافية والتعليمية والصحية والاجتماعية لجميع المواطنين، بمن فيهم المواطنون ذوو الإعاقة، في حدود موارد البلاد.

## مؤسسات الدولة
قسم إعادة التأهيل والإدماج التابع لإدارة الرعاية الاجتماعية بوزارة العمل والرعاية الإنسانية هو الهيئة الحكومية المسؤولة عن القضايا المتعلقة بالإعاقة والأشخاص ذوي الإعاقة في البلاد.
التدابير التي اتخذتها الحكومة في إريتريا لحماية حقوق الأشخاص ذوي الإعاقة، إعادة التأهيل المؤسسات في المجتمع، وزيادة الوعي لدى المجتمع والمعلمين والمديرين والمشرفين، وتوفير الكتب المدرسية في المدارس الابتدائية لتلبية احتياجات الأطفال ذوي الإعاقة.